# 5372 Біккі
5372 Біккі (5372 Bikki) — астероїд головного поясу, відкритий 29 листопада 1987 року.
Тіссеранів параметр щодо Юпітера — 3,189.